# Distretto di Yuanhui
Il distretto di Yuanhui (源汇区S, Yuánhuì QūP) è un distretto della Cina, situato nella provincia di Henan e amministrato dalla prefettura di Luohe.